# .br
.br je vrhovna internetska domena (country code top-level domain - ccTLD) za Brazil. Domenom upravlja Brazilski mrežni informacijski centar.

## Vanjske poveznice
- IANA .br whois informacija  Arhivirana inačica izvorne stranice od 25. listopada 2007. (Wayback Machine)